# Erchanger I de Suàbia
Erchanger o Erchangar (830; † 21 de gener de 917) fou duc de Suàbia de setembre del 915 fins a la seva mort. Fill de Bartold I i comte palatí de Suàbia, és de vegades també conegut com a Erchanger II per ser el segon comte palatí d'aquest nom. La seva mare era Gisela, filla de Lluís el Germànic del qual la família pertanyia a la casa dels Ahalolfings.
Era originalment un missi dominici a Suàbia. El 911 es va aliar el bisbe Salomó III de Constança del qual compartia els objectius polítics. Va participar en la conspiració que apuntava a la caiguda de Burcard I de Suàbia llavors de facto al capdavant del ducat de Suàbia, que va acabar sent condemnat i després executat el 911. Gràcies a la destitució dels bucàrdides, Erchanger i el seu jove germà Bartold es van fer els més poderós comtes al si del ducat. El 913, Erchanger i el rei Conrad I d'Alemanya estaven enfrontats, però Erchanger va casar a la seva germana Cunegunda (de la qual el marit Léopold de Baviera acabava de morir) amb el rei. Amb aquest matrimoni diplomàtic Erchanger es va fer el representant del rei a Suàbia. En resposta a això, l'aliança amb el bisbe Salomó es va trencar i aquest últim es va oposar a la seva ascensió. Veient els seus beneficis disminuïts pel bisbe, Erchanger va empresonar Salomó el 914. Conrad es va oposar a aquesta decisió i va ordenar l'alliberament del bisbe i l'exili d'Erchanger.
Erchanger va tornar el 915 per a enfrontar-se, al costat del seu nebot Arnulf I de Baviera i del seu vell enemic Burcard, als magiars. Erchanger i Burcard es van girar llavors contra Conrad. Van derrotar el rei a la batalla de Wahlwies a l'Hegau, i Erchanger es va proclamar llavors duc. Tanmateix a la cort de Hohenaltheim el setembre del 916, Erchanger va ser condemnat per a ofenses contra el rei i el bisbe a ser reclòs en un monestir. Va ser executat per instruccions del rei el 21 de gener del 917.
| 909 | 909       | 911       | 911 | 915 | 915       | 917       | 917        | 926        | 926      | 950      | 950    | 954    | 954         | 973         | 973   | 982   | 982      | 997      | 997 |
|     | Burcard I | Burcard I | —   | —   | Erchanger | Erchanger | Burcard II | Burcard II | Herman I | Herman I | Ludolf | Ludolf | Burcard III | Burcard III | Otó I | Otó I | Conrad I | Conrad I |     |

| 997 | 997       | 1003      | 1003       | 1012       | 1012     | 1015     | 1015      | 1030      | 1030      | 1038      | 1038      | 1045      | 1045   | 1048   | 1048    | 1057    | 1057   | 1079   | 1079 |
|     | Herman II | Herman II | Herman III | Herman III | Ernest I | Ernest I | Ernest II | Ernest II | Herman IV | Herman IV | Enric III | Enric III | Otó II | Otó II | Otó III | Otó III | Rodolf | Rodolf |      |

| 1079 | 1079       | 1105       | 1105        | 1147        | 1147         | 1152         | 1152        | 1167        | 1167       | 1170       | 1170 |
|      | Frederic I | Frederic I | Frederic II | Frederic II | Frederic III | Frederic III | Frederic IV | Frederic IV | Frederic V | Frederic V |      |

| 1170 | 1170        | 1191        | 1191      | 1196      | 1196    | 1208    | 1208   | 1212   | 1212         | 1216         | 1216     | 1235     | 1235      | 1254      | 1254     | 1268     | 1268 |
|      | Frederic VI | Frederic VI | Conrad II | Conrad II | Felip I | Felip I | Otó IV | Otó IV | Frederic VII | Frederic VII | Enric II | Enric II | Conrad IV | Conrad IV | Conrad V | Conrad V |      |

| #90cfcf Bucàrdides (blau fosc) — | #afffff Otonians (blau clar) — | #90ee90 Conradians (verd clar) — | #bfcf90 Babenberg (verd fosc) — | #ffff90 Hohenstaufen (groc) |